# Barwar
Barwar é uma cidade e uma nagar panchayat no distrito de Kheri, no estado indiano de Uttar Pradesh.

## Demografia
Segundo o censo de 2001, Barwar tinha uma população de 11,800 habitantes. Os indivíduos do sexo masculino constituem 54% da população e os do sexo feminino 46%. Barwar tem uma taxa de literacia de 43%, inferior à média nacional de 59.5%; com 62% para o sexo masculino e 38% para o sexo feminino. 19% da população está abaixo dos 6 anos de idade.